# Otto Christian Fischer

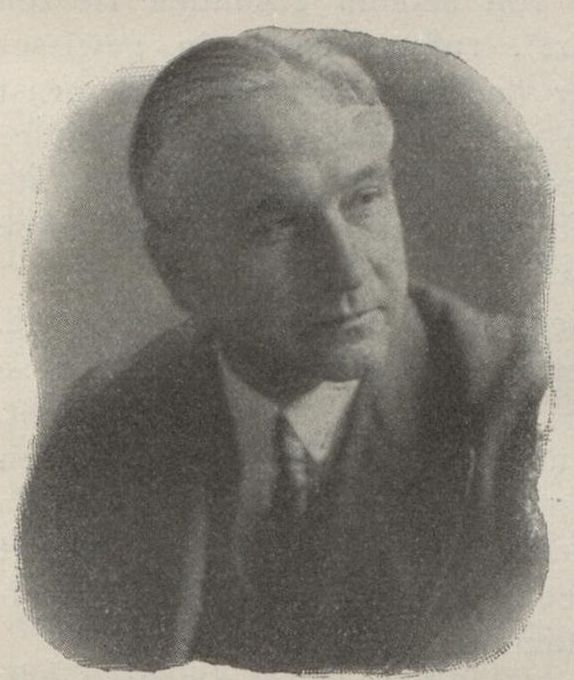
Otto Christian Fischer

Otto Christian Fischer (* 16. Januar 1882 in Greifswald; † 1953) war ein deutscher Jurist und Ökonom. Er war ab 1909 für verschiedene Bankhäuser tätig. In der Zeit des Nationalsozialismus stieg er zum Leiter der Reichsgruppe Banken auf und wurde Teilhaber verschiedener Banken. Nach Kriegsende wurde er von sowjetischer Seite verschleppt.

## Familie, Studium und Promotion
Als Sohn des Juristen und Professors der Universität Breslau Otto Fischer und seiner Ehefrau Katharina Hörling besuchte er das Matthias-Gymnasium in Breslau und bestand im Jahr 1900 die Prüfung zum Abitur. Danach nahm er ein Studium der Rechts- und Staatswissenschaften an der Universitäten von Lausanne, München und Breslau auf. An der Universität Breslau erlangte er im Jahr 1904 die Promotion zum Dr. jur. mit einem Thema zum Gläubigerrecht, zu dem er ein Jahr später die Abhandlung Die Verletzung des Gläubigerrechts als unerlaubte Handlung nach dem bürgerlichen Gesetzbuch für das deutsche Reich veröffentlichte.

## Promotion mit Auszeichnung und Kriegsdienst
Nach seiner Ernennung zum Referendar schrieb er bis zum Jahr 1908 die Arbeit Die wirtschaftliche Entwicklung des Warrantverkehrs in Europa und Amerika mit der er zum Dr. phil. promovierte und die von der Kaufmannschaft von Berlin mit einem Preis ausgezeichnet wurde. Im Jahr 1909 bestand er das Examen zum Assessor und nahm eine Stelle bei der Breslauer Disconto-Bank an. Im Jahr 1914 ging er nach Berlin zur Darmstädter Bank. Im Ersten Weltkrieg war er als Offizier zwei Jahre an der Front beim Feldartillerie-Regiment „von Peucker“ (1. Schlesisches) Nr. 6 und verwaltete zuletzt beim Hauptquartier Ost die Darlehenskasse Ost. Den Kriegsdienst beendete er als Hauptmann der Reserve.

## Laufbahn im Bankendienst
Nach dem Krieg nahm er wieder seine Tätigkeit bei der Darmstädter Bank auf und wurde im Jahr 1920 stellvertretendes Mitglied im Vorstand der Bank. Im Jahr 1923 erreichte er die Position eines ordentlichen Mitglieds im Vorstand der Commerz- und Privatbank in Berlin. Ab 1925 übernahm er die Aufgaben eines ordentlichen Mitglieds im Vorstand der Reichs-Kredit-Gesellschaft AG (RKG) in Berlin. Seinen Wohnsitz hatte er in Berlin-Zehlendorf, Grunewaldallee 25.

## Annäherung an die Nationalsozialisten
Im Jahr 1931 vermittelte der damalige Redakteur Walther Funk ein Treffen mit Adolf Hitler, denn Fischer hatte sich politisch offen zu den Nationalsozialisten verhalten.
Fischer näherte sich der NSDAP an, indem er Mitarbeiter der Wirtschaftspolitischen Abteilung der NSDAP wurde. Außerdem war er Mitglied in der Gesellschaft zum Studium des Faschismus, einer Organisation in der Nationalsozialisten und konservative Eliten zusammenarbeiteten. In den Deutschen Führerbriefen wirkte er auf die Emotionen der deutschen Unternehmer ein, die eine radikale Politik der NSDAP bezüglich der Banken und Unternehmen fürchteten.

## Vorsitzender des Centralverbandes Deutscher Banken
Somit galt Fischer bei der NSDAP als vertrauenswürdig, am 2. Mai 1933 den bisherigen Vorsitzenden vom Centralverband des deutschen Bank- und Bankiergewerbes (CVBB) Georg Solmssen abzulösen. Bei seiner Antrittsrede versuchte Fischer, auf die Selbstverantwortung der Banken und des CVBB hinzuweisen. Damit wollte er wohl eine bestimmte Selbständigkeit gegenüber den Ansprüchen des NS-Regimes herausstellen, wie der Historiker Ingo Köhler anmerkte. Diese Hoffnung sollte aber sich mit der Gründung der Reichsgruppe Banken zerschlagen. Für den Historiker Lothar Gall war er trotz dieses Versuchs einer Distanz zum NS-Regime ein überzeugter nationalsozialistischer Bankier. Dieser Wechsel im Vorsitz beim CVBB fand auch die volle Zustimmung bei Hjalmar Schacht, sollte doch Fischer als Vermittler zwischen den Privatbanken und der Reichsregierung wirken.

## Leiter der Reichsgruppe Banken
Seine erste Bewährungsprobe bestand Fischer, als der Centralverband als Sammelstelle von Geldern für die NSDAP dienen sollte. Die Initiative von Gustav Krupp von Bohlen und Halbach, eine Adolf-Hitler-Spende der deutschen Wirtschaft zu erbringen, führte beim Centralverband zu dem Beschluss, sich mit 1,25 Millionen Reichsmark (RM) zu beteiligen. Mit Carl Tewaag organisierte Fischer die Einzelspenden der Privatbanken. Als am 27. November 1934 die erste Durchführungsverordnung (RGBl. I S. 1194) zum Gesetz zur Vorbereitung des organischen Aufbaus der gewerblichen Wirtschaft vom 27. Februar 1934 (RGBl. I. S. 185) erlassen wurde, ging infolge der Centralverband in die Reichsgruppe Banken auf. Zwar wurde nun der Verband zur Wirtschaftsgruppe Privates Bankgewerbe, aber der alte Name durfte weiterhin verwendet werden. Da Fischer von Schacht im März 1934 zum Leiter der Reichsgruppe ernannt wurde, musste er die Leitung der umgewandelten Wirtschaftsgruppe an den Vorsitzenden des Aufsichtsrats der Commerzbank Friedrich Reinhart abgeben.

## „Arisierung“ jüdischen Vermögens
Als die Nationalsozialisten dazu übergingen, jüdisches Vermögen im Zuge der „Arisierung“ einzuziehen, ging es auch darum, das Vermögen von Bankdepots gegen den Zugriff der Eigentümer zu sperren. Fischer leistete in seinem Bereich der Reichsgruppe keinen Widerstand gegen diese Maßnahmen, noch verzögerte er solche Aktionen. Er ergriff jedoch auch keine Initiativen. Er setzte sie einfach durch und leistete somit nach der Auffassung des Historikers Christopher Kopper einen Beitrag zur Vernichtung der wirtschaftlichen Existenzen jüdischer Bürger und Gesellschaften.
So sprach er sich in einem Schreiben vom 19. März 1938 an das Reichswirtschaftsministerium (RWM) dafür aus, einen Staatskommissar bei der Banque de Pays de l’Europe Centrale wegen des jüdischen und ausländischen Einflusses einzusetzen. Und am 21. März 1938 untermauerte er diese Ansicht in einem Schreiben an den Ministerialdirigenten Hermann Landwehr vom RWM in Wien.
Im November 1938 nahm er an einer Sitzung in der Reichskanzlei teil, wo über die Fragen der sogenannten Sühneleistung der jüdischen Bürger in Höhe von einer Milliarde RM verhandelt wurde.

## Teilhabe von Banken
Als im Jahr 1938 Walther Funk neuer Wirtschaftsminister wurde, ergriff Fischer die Initiative und die Reichsgruppe Banken schenkte ihm ein Landgut, das den Kaufpreis von 300 000 RM hatte. Auch Fischer festigte seine Vermögensverhältnisse und wurde im Jahr 1939 Teilhaber des Bankhauses Otto Christian Fischer in Berlin. Eine Teilhaberschaft am Bankhaus Merck Finck & Co erlangte er im Jahr 1941.

## Ende des NS-Regimes und Verschleppung
Zu Beginn des Jahres 1944 wuchs auch bei Fischer die Überzeugung, dass das NS-Regime die nächsten Jahre nicht überleben würde. So verfasste er eine Denkschrift mit dem Titel Wiederaufbau einer Friedenswirtschaft. Darin bekannte er sich zu einer Wirtschaft des Wettbewerbs und des Wirtschaftens mit einer Kostenrechnung. Auch zu Angebot und Nachfrage bekannte er sich bei der Güterversorgung. Nach der Kapitulation wurde Fischer im Mai 1945 von sowjetischen Stellen verhaftet. Es ist nach dem Kriege nicht geklärt worden, wohin er verbracht wurde und gilt somit als verschollen. Er gilt seit 1953 als verstorben.

## Schriften
- Die Verletzung des Gläubigerrechts als unerlaubte Handlung nach dem Bürgerlichen Gesetzbuch für das Deutsche Reich, Jena 1905.
- Die wirtschaftliche Entwicklung des Warrantverkehrs in Europa und Amerika, Berlin 1908.
- Karriere durch Streik – Ein politisches Zeiterlebnis in 4 Akten, Berlin 1930.
- Der Deutsche Osten – Rettung oder Verzicht?, Berlin 1931.
- Nationalsozialismus tut Not, in: Deutsche Führerbriefe, 4. Oktober 1932.
- Nationale Weltwirtschaft?, Berlin 1933.
- Die fehlerhafte Kreditpolitik, Berlin 1933.
- Das Bankwesen im nationalsozialistischen Staat, Berlin 1934 (Schriftenreihe Die neue Wirtschaft, I. Abteilung: Ziele und Gestaltung, Hrsg. Otto Christian Fischer, Heft 1)
- Ausbildungsprobleme im Bankgewerbe, Berlin 1934.
- Das Bauwesen im nationalsozialistischen Staat, Berlin 1934.
- Die Funktionen des Kredits und das Reichsgesetz über das Kreditwesen vom 5. 12. 1934, Berlin 1935.
- Das Reichsgesetz über das Kreditwesen – Kommentar mit ausführlicher Einführung, Erläuterungen und Sachregister unter Berücksichtigung der Durchführungsverordnung vom 9. Februar 1935, Berlin 1935.
- Das deutsche Bankwesen – Strukturwandlungen und Neubau, in: Deutsches Bankinstitut für Bankwissenschaften und Bankwesen (Hrsg.), Probleme des deutschen Wirtschaftslebens, Erstrebtes, Erreichtes, Leipzig 1937, S. 83–162.
- Germany's recovery – an address, Before the Board of trade for German-American commerce, Inc., New York City, am 23. April 1937. New York 1937.
- Currency relations and economic equilibrium – address delivered, Berlin 1937.
- Die Strukturwandlungen in der Weltwirtschaft und ihre Rückwirkungen auf die handelspolitischen Beziehungen zwischen Dänemark und Deutschland, Berlin 1938.
- Die staatliche Bankaufsicht, Basel 1939.
- Reichsgruppe Banken, die Selbstverwaltung des Kreditwesens, Berlin 1940.
- Das deutsche Kreditwesen in der neuen Wirtschaftsordnung : eine Vortragsreihe veranstaltet im April und Mai 1941, Berlin 1941.

## Mitglied im Aufsichtsrat
- Noe Stross AG der vereinigten Textilwerke Liebauthal und Weißwasser (Vorsitz)
- Deutsche Centralbodenkredit AG, Berlin (stellvertretender Vorsitz)
- „Victoria am Rhein“, Allgemeine Versicherungs AG, Düsseldorf
- „Victoria“ Feuerversicherungs AG, Berlin
- „Victoria zu Berlin“, Allgemeine Versicherungs-AG, Berlin
- Deutsche Schiff- und Maschinenbau AG, Bremen
- Deutsche Wollwaren-Manufaktur AG, Grünberg in Schlesien
- Getreide-, Industrie- und Commission AG, Berlin
- Industriebau - Held & Francke Aktiengesellschaft, Berlin
- Schlesische Portland-Cement-Industrie AG, Oppeln
- Preußische Pfandbrief-Bank, Berlin
- Schlesische Cellulose- und Papierfabriken AG, Cunersdorf
- Zuckerfabrik Froebeln AG, Fröbeln bei Löwen
- Zuckerfabrik Fraustadt, Fraustadt
- Zündholzaktien-Verwaltungsgesellschaft mbH, Berlin
- Deutsche Bau- und Bodenbank AG, Berlin
- Gieschebank AG, Breslau
- Neue Glanzstoff AG, Breslau

## Ämter und Mitglied
- F-Kreis
- Generalrat der Wirtschaft
- Deutsches Institut für Bankwissenschaft und Bankwesen, Berlin (Präsident)
- Gesellschaft zum Studium des Faschismus
- Wirtschaftspolitische Gesellschaft (Vorsitz von 1933 bis 1945)
- Hilfsgemeinschaft für katholische Wohlfahrts- und Kulturpflege mbH, Berlin
- Kuratorium des St. Hedwig-Krankenhaus, Berlin
- Repräsentanten-Kollegium der Bergwerksgesellschaft Georg von Giesches Erben, Breslau
- Vorsitzender der Studiengesellschaft für Finanzierung des Wegebaues
- Deutsche Gesellschaft von 1914
- Club von Berlin
- Vorsitzender des Beirats der Deutschen Reichsbank, Berlin
- Deutsch-Amerikanischer Wirtschaftsverband (Präsidium)
- Mitteleuropäischer Wirtschaftstag, (Vorsitz im Bankenbeirat und Kuratorium)
- 1933: Leiter der Hauptgruppe Banken und Kredit
- Beirat der Reichswirtschaftskammer
- Beirat der Wirtschaftskammer Berlin-Brandenburg
- Vorsitzender des Ehrengerichts in der Wirtschaftskammer Berlin-Brandenburg
- Vizepräsident der Internationalen Handelskammer
- Mitglied im Präsidium und Schatzmeister der  Deutschen Gruppe der Internationalen Handelskammer
- Ausschuss für den Austausch junger Kaufleute, Berlin
- Fördermitglied der Kaiser-Wilhelm-Gesellschaft
- Golf- und Land-Club Berlin-Wannsee (Vorsitzender 1941–45)[20]